# Sonate K. 519
La sonate K. 519 (L.475) en fa mineur est une œuvre pour clavier du compositeur italien Domenico Scarlatti.

## Présentation
La sonate en fa mineur, K. 519, notée Allegro assai, est la seconde d'un couple avec la sonate précédente dans la tonalité relative majeure ; cependant, la K. 519 se termine en majeur elle aussi (voir sonate K. 552 pour le même procédé). Ici abondent les octaves et « l'écho lointain des cors de chasse », comme dans les sonates K. 477 et 494. Considérant le registre de l'instrument nécessaire, les musicologues Jane Clark et John Henry van der Meer (nl), situent la composition de la paire, après 1746,.

## Manuscrits
Le manuscrit principal est le numéro 6 du volume XIII (Ms. 9784) de Venise (1757), copié pour Maria Barbara ; les autres sont Parme XV 6 (Ms. A. G. 31420), Münster I 62 (Sant Hs 3964) et Vienne C 43 (VII 28011 D).

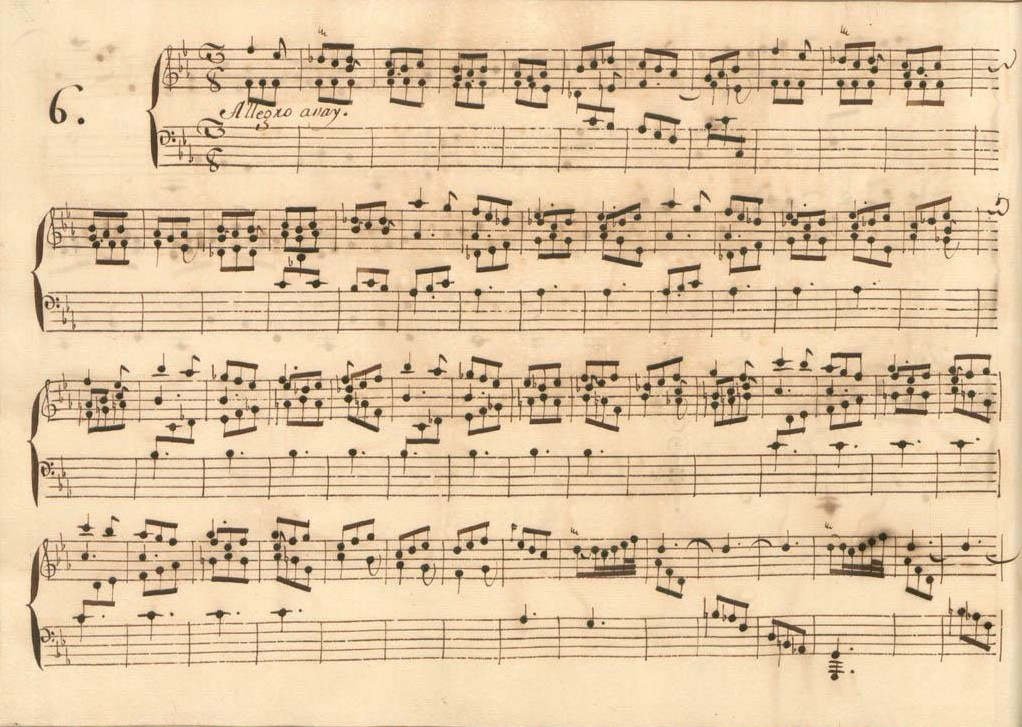
Parme XV 6.
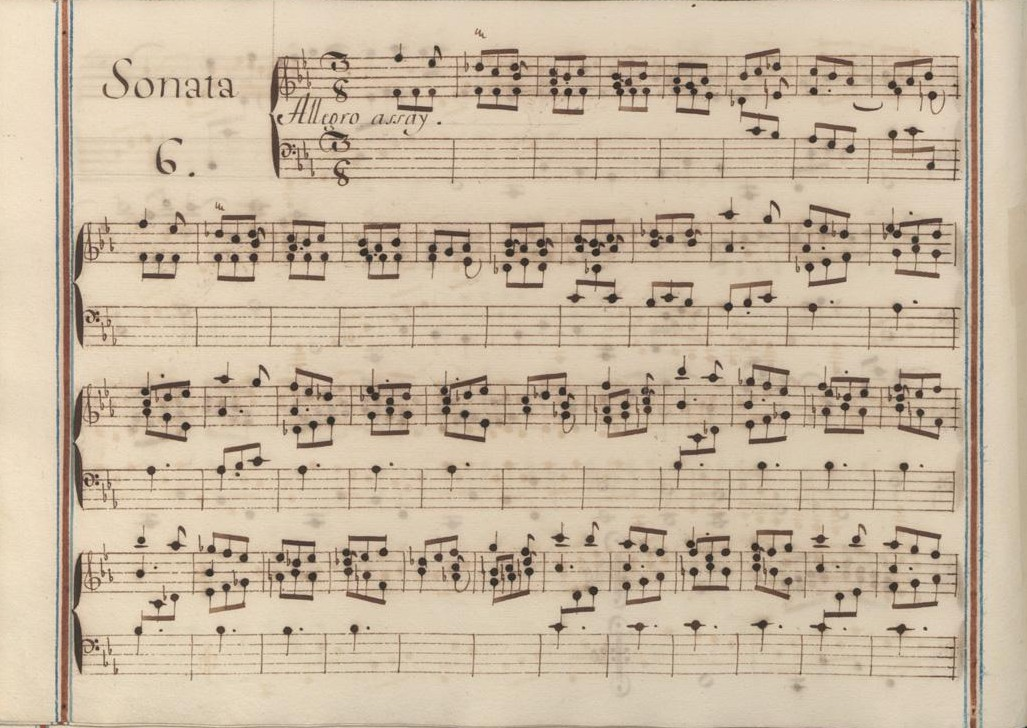
Venise XIII 6.

## Interprètes
La sonate K. 519 est défendue au piano notamment par Marcelle Meyer (1946 et 1954, EMI), Clara Haskil (1950, Westminster Records/DG), András Schiff (1977, Hungaroton), Mikhaïl Pletnev (1994, Virgin), Beatrice Long (1996, Naxos, vol. 4), Mūza Rubackytė (2000, Lyrinx), Christian Zacharias (2002, MDG), Marcela Roggeri (2006, Transart), Daria van den Bercken (2017, Sony).
Au clavecin, elle est enregistrée par Wanda Landowska (1934), George Malcolm (1954, Archiv), Zuzana Růžičková (1965, 1976, Supraphon), Rafael Puyana (1984, Harmonia Mundi), Scott Ross (Erato, 1985, Trevor Pinnock (1987, Archiv), Richard Lester (2004 Nimbus, vol. 5) et Justin Taylor (2018, Alpha).
David Schrader l'interprète au piano-forte (1997, Cedille) ; Janne Rättyä (Ondine) et Mie Miki (1997, Challenge Classics/Brilliant Classics) à l'accordéon. Le Quatuor de saxophones italien en donne une transcription (2017, Da Vinci Classics).

## Sources
: document utilisé comme source pour la rédaction de cet article.
- Ralph Kirkpatrick (trad. de l'anglais par Dennis Collins), Domenico Scarlatti, Paris, Lattès, coll. « Musique et Musiciens », 1982 (1re éd. 1953 (en)), 493 p. (ISBN 978-2-7096-0118-4, OCLC 954954205, BNF 34689181).
- Alain de Chambure, « Domenico Scarlatti : Intégrale des sonates — Scott Ross », p. 232, Erato (2564-62092-2), 1985 (OCLC 891183737) .